# Bildstock (Burglauer; Raiffeisenstraße)

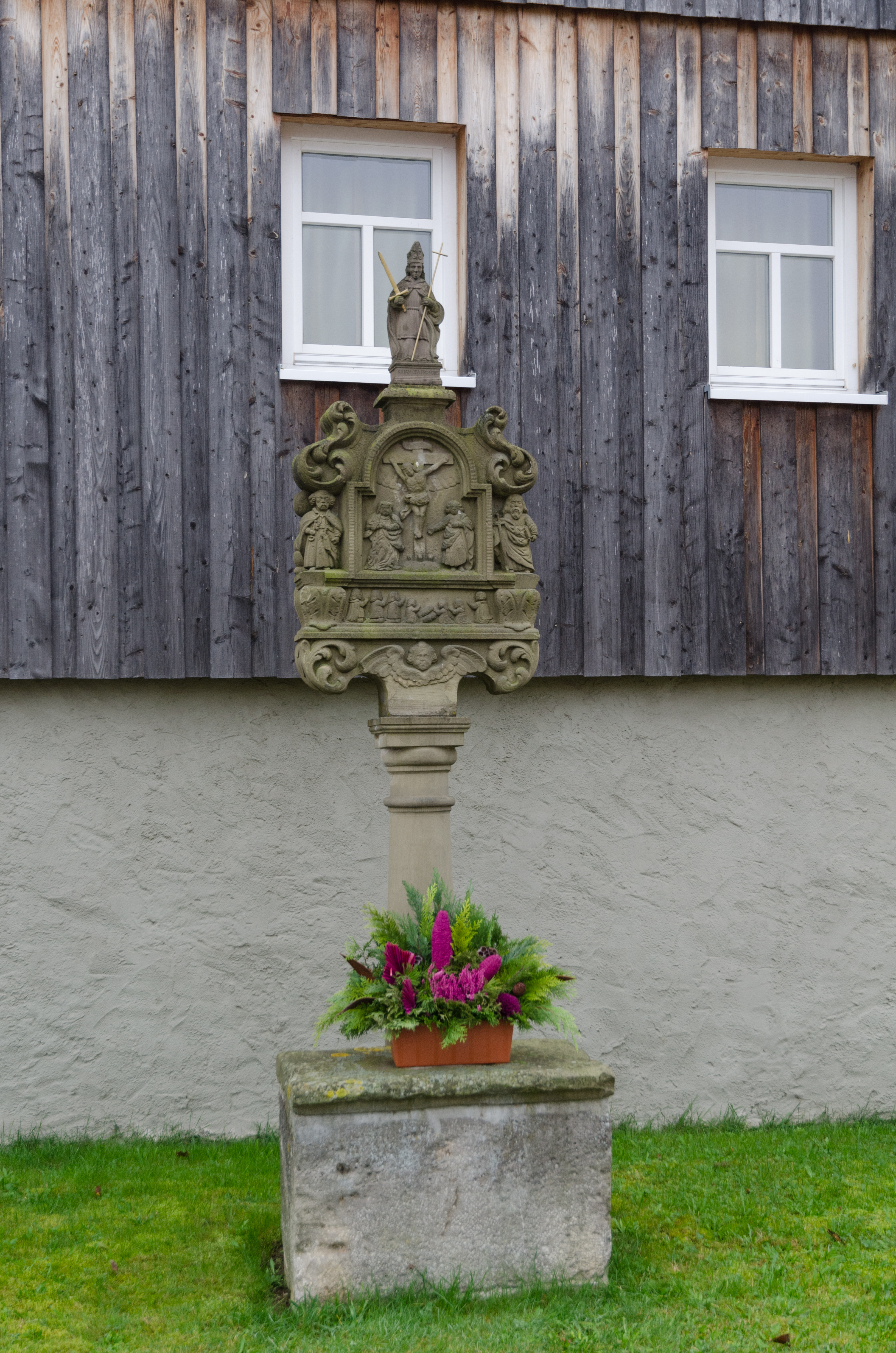
Bildstock in Burglauer; Raiffeisenstraße.

Der Bildstock Raiffeisenstraße befindet sich in Burglauer, einer Gemeinde im unterfränkischen Landkreis Rhön-Grabfeld im unterfränkischen Landkreis Bad Kissingen in der Raiffeisenstraße. Er gehört zu den Baudenkmälern von Burglauer und ist unter der Nummer D-6-73-186-14 in der Bayerischen Denkmalliste registriert.

## Beschreibung
Der Bildstock besteht aus Sandstein und entstand im Jahr 1709 oder 1713 oder 1720.
Vor dem Bildstock befindet sich ein 64 cm hoher, mit einer Sandsteinplatte abgedeckter Muschelkalkblock. Die 65 cm hohe, leicht gebauchte Rundsäule schließt mit Ringwulst ab.
Die 105 cm hohe Aufsatztafel ist reich verziert und beherbergt in bildhafter Umrahmung eine Darstellung der Kreuzigung Christi mit den Assistenzfiguren der Muttergottes Maria und des Apostels Johannes. Darunter ist in einem rechteckigen Feld eine neunköpfige Familie aufgereiht. An der Seite befinden sich unter einem Akanthusgerank die Apostel Simon Petrus und Paulus von Tarsus.
Die Rückseite zeigt in der Bildnische einen geflügelten hl. Michael mit Schwert und Seelenwaage. Darunter ist in der Schriftkartusche folgende Inschrift zu lesen:

„S. MICHAEL ZV JEDER ZEIT

STEHE FÜR VNS IN SEELEN

STREIT“

Diese Inschrift ergibt im Sinne eines Chronogramms die Jahreszahl 1709. Dagegen stehen auf dem schmalen Ansatzstück des Aufsatzes folgende Buchstaben und Zahlen: „CH - 1713“.
Auf einem nach oben abschließenden Podest steht die Figur des hl. Kilian mit Schwert und Bischofsstab. Auf dem Sockelchen steht die Inschrift: „Kilian ora pro nobis“.